# Шагал, Йосеф

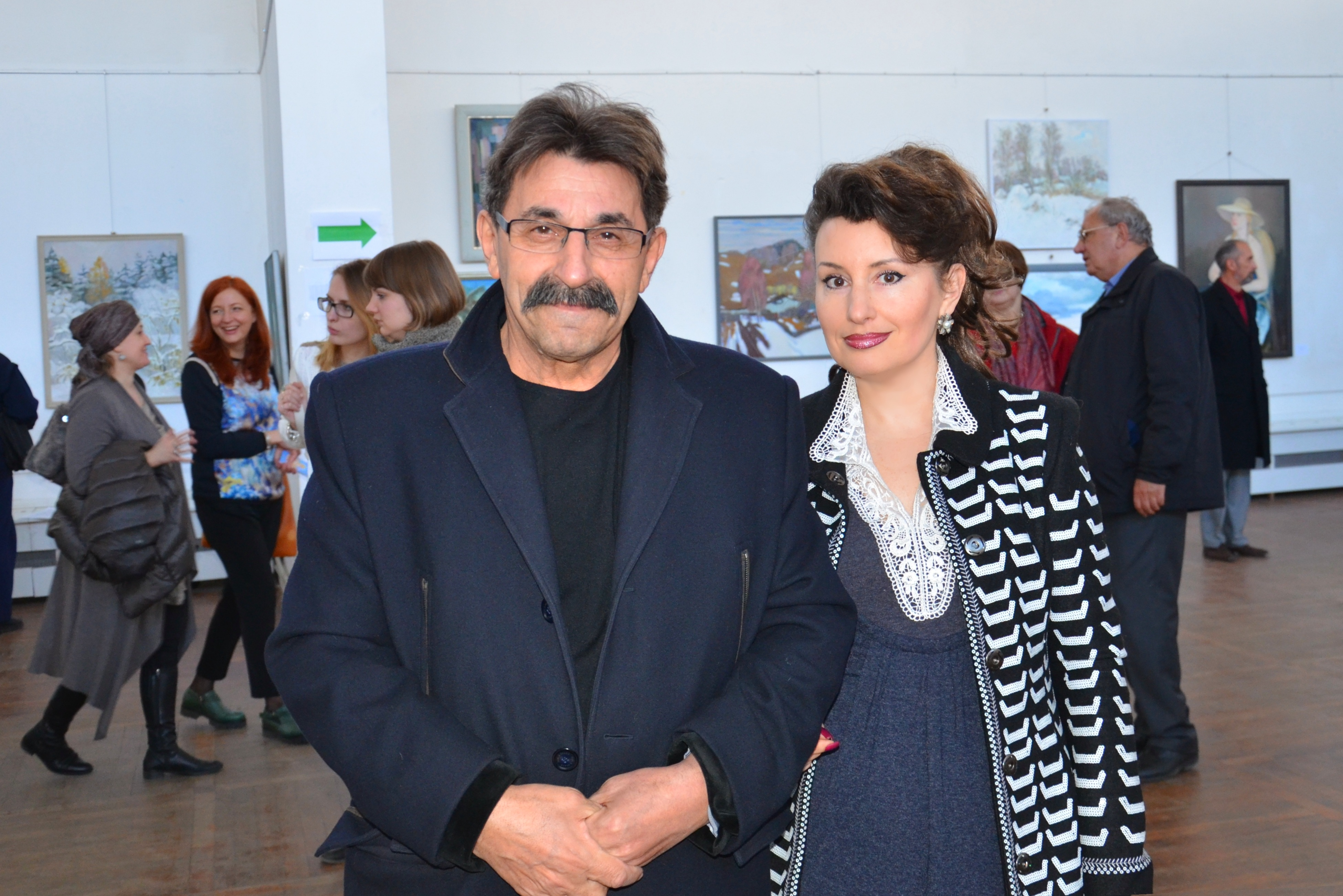
На выставке в минском Дворце искусства

Йосеф Шага́л (ивр. יוסף שגל‎; имя при рождении — Осип Щёголев; род. 1949, Баку, Азербайджанская ССР, СССР) — израильский политик, журналист, сценарист, телеведущий и писатель, депутат кнессета 17 созыва, член фракции «Наш дом Израиль».

## Биография
Йосеф Шагал родился и вырос в Баку, где прожил большую часть своей жизни. Закончил исторический факультет Азербайджанского пединститута им. Ленина. В интервью СТВ рассказал, что в советской армии служил пулемётчиком в Рогачёвской дивизии в Уручье (Минский район, БССР), и даже получил во время службы обморожение.
До репатриации в Израиль работал в Баку заведующим отделом республиканской газеты «Молодежь Азербайджана», заместителем главного редактора Главной редакции «Дружба» Государственного комитета по телевидению и радиовещанию Азербайджанской ССР. Репатриировался в Израиль в 1990 году из Баку.
В Израиле в течение 10 лет работал в ведущих СМИ, среди них газеты «Новости недели», «Наша страна», был главным редактором газет «24 часа» и «Панорама», создателем и первым главным редактором (1997—1999) газеты «Республика» (Рига). С 2002 по 2006 годы работал редактором и постоянным ведущим актуально-новостной программы «Обратный отсчет» на телеканале «Израиль Плюс».
Будучи уроженцем Баку, Йосеф Шагал был избран президентом Международной ассоциации «Израиль-Азербайджан» (2007 год). В ходе депутатской каденции в Кнессете (2006—2009), возглавлял межпарламентскую группу «Израиль-Азербайджан».
В марте 2011 г. кандидатура Й. Шагала была выдвинута министром иностранных дел А. Либерманом на должность посла Израиля в Республике Беларусь, в октябре он был утверждён правительством, 18 декабря 2011 г. МИД Республики Беларусь официально уведомил МИД Израиля о готовности принять Йосефа Шагала в качестве посла в Минске.
В период своей деятельности на посту посла Израиля в Белоруссии неоднократно высказывался одиозным образом о проблеме политзаключённых в этой стране. Так, в интервью в прямом эфире телеканалу RTVI 6 февраля 2014 года, он заявил, что политзаключённых, с точки зрения Израиля, в этой стране нет, а есть уголовники, сидящие по уголовным статьям за то, что бросали камнями в здание парламента Белоруссии. «Лукашенко предлагает им написать просьбу о помиловании, как в истории с Ходорковским: напиши просьбу — тебя отпустят». «Они не хотят, предпочитают оставаться героями в тюрьме», — сказал Йосеф Шагал. К слову, во время интервью в заключении в Белоруссии находился в том числе вице-президент Международной Федерации прав человека Алесь Беляцкий, являющийся лауреатом многочисленных наград за свою деятельность и неоднократно выдвинутый на Нобелевскую премию мира. Его заключение никак не было связано с событиями 19 декабря 2010 года в Минске. Кроме того, слова Й. Шагала о том, что «Главная страна, которая инициировала прессинги против Белоруссии — это Польша…», вызвали в феврале 2014 г. дипломатический скандал. Пресс-служба МИД Израиля заявила, что «Слова посла в Минске не отражают официальную позицию государства Израиль. В своем интервью посол Шагал упоминал ряд стран, в том числе Польшу. Эти слова стали причиной напряженности в отношениях с друзьями. Мы сожалеем об этом».
После подписания в Минске 19 сентября 2014 г. белорусско-израильского соглашения о взаимной отмене виз Й. Шагал не раз высказывал нереалистичные предположения о сроках вступления соглашения в действие, что вызывало упреки в непрофессионализме. Безвизовый режим между Белоруссией и Израилем вступил в силу лишь 26 ноября 2015 г.
В июле 2015 г. пресс-служба канцелярии премьер-министра Израиля заявила, что Й. Шагал, наряду с некоторыми иными послами Израиля, в ближайшее время будет отозван. Это произошло в конце августа 2015 г., так как завершившаяся каденция Шагала была продлена на месяц (формально он оставался послом до конца сентября 2015 г.).

## Политическая деятельность
Известен как один из наиболее активных лоббистов азербайджано-израильского политического и экономического сближения. Дважды (2007, 2009) сопровождал главу МИД Израиля А. Либермана в ходе его официальных визитов в Азербайджанскую Республику. Инициатор и участник переговоров о выплате Азербайджаном пенсий бывшим жителям Азербайджана, являющихся гражданами Израиля. Прогресс в переговорах был достигнут только для тех израильтян, кто, достигнув пенсионного возраста, репатриировался в Израиль из независимого Азербайджана, после октября 1992 г. За особые заслуги в укреплении азербайджано-израильских отношений Йосеф Шагал указом Президента Азербайджанской Республики И. Г. Алиева был награждён Орденом «Достлуг» (2011). Отмечают его высокую роль в установлении существующих нынешних стратегических союзных отношений Израиля с Азербайджаном.
Во время Второй ливанской войны (июль-август 2006) обратил внимание президента РФ Владимира Путина на то, что жертвами войны являются не только находящиеся в Ливане граждане РФ, но и тысячи граждан Израиля — русскоязычных ветеранов Великой Отечественной войны, которых боевики «Хезболлы» атакуют российскими ракетами.
Шагал — убеждённый противник признания Кнессетом геноцида армян. Он считает такое признание не соответствующим интересам Государства Израиль. По убеждению Шагала, такой шаг приведёт к резкому ухудшению отношений Израиля с Турцией и Азербайджаном, а также осложнит положение еврейских общин в этих странах. Шагал добился того, что вопрос о признании геноцида армян был рассмотрен на закрытом заседании комиссии кнессета по внешней политике и обороне и, в результате, отклонён. Это вызвало принципиальные расхождения с депутатом З. Элькиным («Кадима»). Бурные дебаты Шагала и Элькина нашли отображение в прессе.
По состоянию на декабрь 2015 г. критически относится к либеральным ценностям, таким как «толерантность» к иммигрантам, сомневается в универсальности прав человека, уверен, что Евросоюз — «искусственное образование» — находится «на грани распада», и первым его покинет Великобритания.

## Литературное творчество
Автор трёх романов из серии «КГБ в смокинге» («Не умереть от счастья», «Женщина из отеля «Мэриотт» и «Ностальгия по чужбине»), написанных в период с 1993 по 2000 годы под псевдонимом «Валентина Мальцева». Количество проданных книг серии превысило два миллиона экземпляров, первый роман «Не умереть от счастья» переведён на английский, немецкий, болгарский, латышский, польский и другие языки.
Автор сценария 16-серийного художественного фильма «КГБ в смокинге», поставленного известным российским режиссёром и актёром Олегом Фоминым.
Автор русской версии биографической книги «Эхуд Барак. Солдат № 1». В 2004 году Шагал назван «Человеком года» в номинации «За вклад в русскоязычную литературу Израиля».

## Награды
- Орден «Дружба» (4 июля 2011 года, Азербайджан) — за заслуги в области укрепления дружбы между народами и развития азербайджанской диаспоры[17].